# شیگه‌کی هوسوکاوا
شیگه‌کی هوسوکاوا (به ژاپنی: 細川 茂樹 Hosokawa Shigeki)؛ زادهٔ ۱۶ دسامبر ۱۹۷۱) هنرپیشه، و مدل (شخص) اهل ژاپن است.
از فیلم‌ها یا برنامه‌های تلویزیونی که وی در آن نقش داشته‌است می‌توان به یادداشت مرگ، گردن اشاره کرد.